# ローマ協定

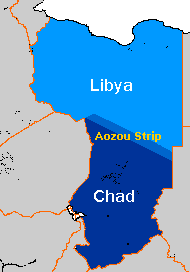
ローマ協定における主要な領土調整の対象となったイタリア領リビア・フランス領チャド境界部のアオゾウ地帯

ローマ協定（ローマきょうてい、仏伊ローマ協定と呼ぶ場合も、フランス語: Accord franco-italien de Rome, イタリア語: Accordo franco-italiano di Roma）は、1935年1月7日にイタリアとフランスの間で結ばれた二国間協定である。

## 概要
ローマ協定は、膨張するナチス・ドイツに対抗するべく対伊関係改善を目指していたフランス外相ピエール・ラヴァルと、イタリア首相ベニート・ムッソリーニの間で結ばれた二国間協定である。表向きには「伊仏友好」「東欧における現状維持」を合意内容としていたが、伊仏間での主題はアフリカにおける植民地の調整と、ナチス・ドイツがオーストリアを吸収した際の対応であり、ムッソリーニはこの協定をエチオピア侵略に対するフランスによる黙認の根拠とした。

## 協定に至る過程

### ヴェルサイユ条約以降の伊仏関係
ヴェルサイユ条約の締結後、民族自決の原則を根拠にトリエステやダルマチアが自国領土であるべきとするユーゴスラヴィアの要求を、ロンドン秘密条約での合意を破棄してフランスが支持し、さらにアフリカでも上記条約に依ったイタリアの要求を受け入れなかったことから、両国の関係は終戦直後から険悪であった。
その後もフランスはチュニジアでの在住イタリア人の法的地位問題で紛争を抱え、海軍軍縮においてもイタリアとの均等配分を拒否していく一方、イタリアもまた一貫してヴェルサイユ条約の改定・修正を要求する側に立ち、旧敗戦国の主張に追随していくなど、両国間の関係は悪化の一途をたどっていた。

### 伊仏関係の急速な改善
しかし、ナチ党による政権掌握は両国の認識を一変させることとなる。ヒトラーの主張するオーストリア併合はイタリアにドイツと国境を接する危険性をもたらしたことから、併合を阻止するという点で両国の利害が一致、急速に関係改善が進められた。その後1934年に発生したオーストリア首相エンゲルベルト・ドルフースの暗殺とイタリアの国境への動員、ドイツによるオーストリア独立擁護の宣言に至るオーストリア問題を通し、両国の協力関係はさらに進展し、1934年10月のマルセイユにおける仏外相ルイ・バルトゥーとユーゴスラヴィア国王アレクサンデル暗殺事件による一時的緊張などはあったものの、関係が崩れることはなかった。

### ラヴァルの外相就任とローマ訪問
暗殺されたバルトゥーの後任としてピエール・ラヴァルが外相に就任すると、両国間の関係改善はさらに進められ、当時イタリア外務次官、事実上の外務大臣として動いていたフルヴィオ・スーヴィッチとイタリア外務官房長アロイージの協力の下、1935年1月ラヴァルはローマを訪問、協議の末ローマ協定の締結が宣言された。この時、ムッソリーニはラヴァルにエチオピアにおけるフリーハンドを要求し、ラヴァルはこれを口頭で承認した。

## 協定の内容

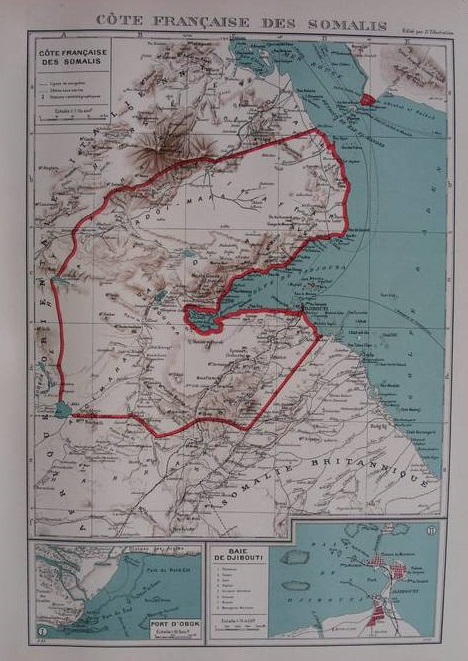
協定によって設定された新たなイタリア領エリトリア・フランス領ソマリランド国境。これによりフランス領ソマリランドの南部海岸線はバブ・エル・マンデブ海峡まで後退した。

※出典は大井、2008年、pp.294−296。
1. 仏伊協力に関する一般的宣言
2. 東欧諸国の領土安全の尊重[2]
3. 諸問題に関する仏伊間の協議[3]
4. アフリカ植民地の調整

これによりフランスはイタリアに対しリビアの砂漠の一部11万4000平方キロメートル、エリトリア・ソマリアの800万平方キロメートルを割譲し、エチオピアに所有していたジブチ・アディスアベバ間約54kmのうち30km分の株から全体の25%の株をイタリアに売却した。また、仏領チュニジアに住むイタリア人に特権的地位を与えた。

## ラヴァルの「フリーハンド」について
ローマ協定にはイタリアに対し「エチオピアにおけるフリーハンドを与える」とする秘密条項があったとされ、ムッソリーニは1935年イギリス外相アンソニー・イーデンがローマを訪問した際、協定を根拠にエチオピアへの膨張に対するフランスの承認を主張したが、イーデンはラヴァルの言う「フリーハンド」は経済的領域に限定してのものであると主張し、ラヴァルもまた回顧録の中で協議においてムッソリーニに対し「あなたは今後エチオピアで自由な行動ができる。しかし力による行為を完成するためにその自由な行動を乱用してはならない」と強調したと主張している（もっとも、イタリア外務省もラヴァルの「フリーハンド」について、それが実際には経済的領域に限定されたものであることを認識していた）。